# Свети Димитър (Сливница)
Вижте пояснителната страница за други значения на Свети Димитър.
„Свети Димитър“ или „Свети Димитрий“ (на македонска литературна норма: „Свети Димитриј“) е възрожденска православна църква в ресенското село Сливница, Северна Македония. Църквата е под управлението на Преспанско-Пелагонийската епархия на Македонската православна църква.
Църквата е разположена в северната част от селото.
Построена е в края на XVIII или началото на XIX век. При извършване на строителни работи в 1996 – 1997 година е открита плоча с надпис „Св. Петка“, което сочи възможността църквата някога да е носила това име по примера на тази от предишното местоположение на селото, но няма информация за причините за промяната.
Тя е гробищната църква на селото. В нея има иконостас от по-ново време.

## Галерия
- Църквата, погледната от пътя към Сливнишкия манастир, заедно със селото
- Входът на църквата
- Камбанарията в църквата
- Поглед към църквата
- Селските гробища
- Плоча за градежа на камбанарията